# NGC 2379
NGC 2379 este o galaxie lenticulară situată în constelația Gemenii. A fost descoperită în 6 martie 1828 de către John Herschel. Se află la o distanță de 57,92 de megaparseci de Pământ.